# Кјузано д'Асти
Кјузано д'Асти (итал. Chiusano d'Asti) је насеље у Италији у округу Асти, региону Пијемонт.
Према процени из 2011. у насељу је живело 171 становника. Насеље се налази на надморској висини од 260 м.

## Становништво
| 1936. | 1951. | 1961. | 1971. | 1981. | 1991. | 2001. | 2011. |
| ----- | ----- | ----- | ----- | ----- | ----- | ----- | ----- |
| 401   | 328   | 282   | 234   | 213   | 255   | 254   | 226   |